# Ole Daniel Enersen
Ole Daniel Enersen (Oslo, Noruega, 14 de marzo de 1943-1 de enero de 2024) es un escalador, fotógrafo, periodista, escritor e historiador noruego.
En 1965, hizo su primer ascenso al Trollveggen, una montaña en Romsdalen, Noruega, junto con Leif Normann Petterson, Odd Eliassen y Jon Teigland.
En 2000 publicó una novela, de género de fantasía, titulada Dragen som elsket meg (en español El Dragón que me amaba). Publica y mantiene Who Named It?, un diccionario en línea de epónimos médicos.